# William Wells Brown

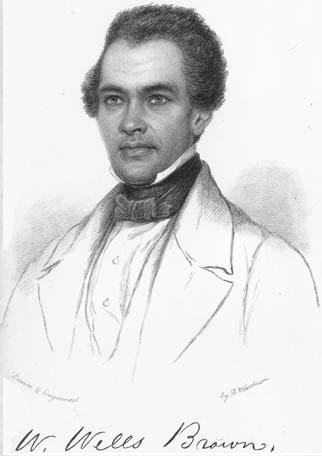
William Wells Brown

William Wells Brown (* 6. November 1814 bei Lexington, Kentucky; † 6. November 1884 in Chelsea, Massachusetts) war ein US-amerikanischer Abolitionist, Dozent, Romanautor, Dramatiker und Historiker. In den Südstaaten in die Sklaverei hineingeboren, flüchtete Brown in den Norden, wo er für die Sache der Abolitionisten eintrat und als Autor tätig war. Brown war auch ein Pionier in verschiedenen Literaturgattungen, darunter der Reiseschriftstellerei und Dramatik. Er ist der Autor des Werkes, das als erster Roman eines Afro-Amerikaners gilt.

## Biographie
Browns Mutter Elizabeth, die einem Dr. Young gehörte, hatte sieben Kinder von verschiedenen Vätern (außer William noch Solomon, Leander, Benjamin, Joseph, Millford und Elizabeth). Browns Vater war der weiße Plantagenbesitzer George Higgins, der ein Verwandter des Besitzers der Plantage war, auf der Brown das Licht der Welt erblickte.
Bevor er 20 Jahre alt war, wurde Brown mehrfach verkauft, brachte aber den größten Teil seines Lebens bis dahin in St. Louis zu. Dann verheuerten seine Besitzer ihn zur Arbeit auf dem Missouri River, der damals eine wichtige Transportroute für den Sklavenhandel war. Er machte mehrere Fluchtversuche und am Neujahrstag 1834 konnte er erfolgreich ein Dampfschiff im Hafen von Cincinnati (Ohio) verlassen. Er nahm den Namen eines befreundeten Quäkers an, um seine Freiheit zu erlangen. Er war neun Jahre lang in der Underground Railroad und als Dampfbootsmann auf dem Eriesee tätig – diese Position nutzte er, um entflohene Sklaven über den See in die Freiheit nach Kanada zu bringen. Brown wurde dann aktiv in der abolitionistischen Bewegung und trat mehreren Vereinigungen gegen die Sklaverei sowie der Negro Convention Movement bei.

### Redner und Autor für die Abolition
Browns ursprüngliches Anliegen war die Prohibition gewesen, er konzentrierte sich aber dann auf die Bemühungen gegen die Sklaverei und hielt in New York und Massachusetts Reden, die seinen Glauben in die Kraft der Maßhalteappelle und die Wichtigkeit einer gewaltfreien Lösung widerspiegelten. Er griff oft das vorausgesetzte amerikanische Ideal der Demokratie und die Benutzung der Religion als Begründungen für die Unterwürfigkeit der Sklaven an. Brown bekämpfte zeitlebens den Gedanken, dass die Schwarzen Untertanen der weißen Rasse seien. Anfang der 1850er Jahre reiste er ins Vereinigte Königreich, wo er um Unterstützer für die Angelegenheiten der US-amerikanischen Abolitionisten warb. Ein Zeitungsartikel im Scotch Independent berichtete:

“By dint of resolution, self-culture, and force of character, he has rendered himself a popular lecturer to a British audience, and vigorous expositor of the evils and atrocities of that system whose chains he has shaken off so triumphantly and forever. We may safely pronounce William Wells Brown a remarkable man, and a full refutation of the doctrine of the inferiority of the negro.”

„Durch Standfestigkeit, Selbstbildung und Charakterstärke hat er sich selbst zu einem populären Vortragenden für ein britisches Publikum gemacht, und zu einem energischen Kommentatoren der Übel und Greueltaten des Systems, dessen Ketten er so triumphierend und endgültig abgeschüttelt hat. Wir können sicher William Wells Brown als bemerkenswerten Mann und eine vollständige Widerlegung der Doktrin der Unterlegenheit der Neger verkünden.“

Teilweise dank seines Rufes als kraftvoller Erzähler wurde Brown von der National Convention of Colored Citizens eingeladen, wo er andere prominente Abolitionisten traf. Als sich die Liberty Party bildete, entschloss er sich, unabhängig zu bleiben, weil er glaubte, dass die abolitionistische Bewegung politische Grabenkämpfe vermeiden sollte. Er setzte seine Unterstützung des Ansatzes von William Lloyd Garrison fort und teilte seine persönliche Erfahrungen und Beobachtungen der Sklaverei, um andere zur Unterstützung der Sache zu bringen.

### Literarische Arbeiten
Sein Eintreten für den Abolitionismus war nicht nur auf das Halten von Vorträgen beschränkt. Brown veröffentlichte 1847 seine Lebensgeschichte unter dem Titel Narrative of William W. Brown, a Fugitive Slave, Written by Himself, die zum Bestseller wurde und ähnlich gut verkauft wurde wie die Lebensgeschichte von Frederick Douglass. Darin kritisiert er vor allem das Fehlen christlicher Werte bei den Sklavenbesitzern und die brutale Anwendung von Gewalt in der Beziehung zwischen Sklavenhalter und Sklave. Während der im Vereinigten Königreich verbrachten Zeit veröffentlichte Brown weitere Texte, darunter Reisebeschreibungen und Schauspiele.
Sein erster Roman mit dem Titel Clotel, or, The President’s Daughter: a Narrative of Slave Life in the United States gilt als der erste von einem Afro-Amerikaner veröffentlichte Roman. Weil das Buch allerdings im Vereinigten Königreich veröffentlicht wurde, ist es nicht der erste in den Vereinigten Staaten veröffentlichte Roman eines Afro-Amerikaners. Diese Eigenschaft gebührt entweder Harriet Wilsons Our Nig (1859), der 1982 von Henry Louis Gates, Jr. wiederentdeckt wurde oder Julia C. Collins’ The Curse of Caste; or The Slave Bride (1865), das von dem Professor für Englische Literatur William L. Andrews von der University of North Carolina at Chapel Hill und dem Geschichtsprofessor Mitch Kachun von der Western Michigan University im Jahr 2006 aufgefunden wurde. Andrews und Kachun interpretieren Our Nig als autobiographischen Roman und führen an, dass Collins’ Buch der erste vollständig fiktive Roman eines Afroamerikaners ist, der in den Vereinigten Staaten veröffentlicht wurde.
Die meisten Literaturwissenschaftler stimmen darin überein, dass Brown der erste afroamerikanische Dramatiker war, dessen Stücke publiziert wurden. Brown war der Autor von zwei Stücken, The Experience; or, How to Give a Northern Man a Backbone (1856, unveröffentlicht und heute verschollen) und The Escape; or, A Leap for Freedom (veröffentlicht 1858), die er bei Zusammentreffen der Abolitionisten anstelle der sonst üblichen Vorträge vorlas.
Brown schrieb auch mehrere Werke als Historiker, darunter The Black Man: His Antecedents, His Genius, and His Achievements (1863), The Negro in the American Revolution (1867), The Rising Son (1873) sowie einen weiteren Band seiner Autobiographie, My Southern Home (1880).

### Späteres Leben
Nachdem ihm britische Freunde die Freiheit erkauft hatten, kehrte Brown in die Vereinigten Staaten zurück, wo er weiter Vorträge hielt. Vermutlich durch die in den 1850er Jahren für Schwarze immer gefährlicher werdende Stimmung in den Vereinigten Staaten schwenkte er um und wurde zu einem Unterstützer der afroamerikanischen Emigration nach Haiti. Wie einige andere Abolitionisten kam auch Brown zu dem Schluss, dass militantere Aktionen erforderlich waren, um in der Sache voranzukommen. Während des Sezessionskrieges und den darauffolgenden Jahrzehnten veröffentlichte Brown weiterhin fiktive und nichtfiktive Werke und sicherte sich so den Ruf eines der produktivsten afroamerikanischen Schriftsteller seiner Zeit. Auch im Sezessionskrieg spielt er seine Rolle, als er den aus Bermuda stammenden Soldaten Robert John Simmons dem Abolitionisten Frances George Shaw vorstellte. Shaw war der Vater von Col. Robert Gould Shaw, dem Kommandeur der 54th Massachusetts Volunteer Infantry.
William Wells Brown starb 1884 in Chelsea.